# Objaw Henneberta
Objaw Henneberta – odmiana objawu przetokowego wywołanego zmianą ciśnienia w przewodzie słuchowym zewnętrznym. Zmiana ciśnienia przenoszona jest przez błonę bębenkową i układ kosteczek na ucho wewnętrzne. Na skutek zmian ciśnienia hydrostatycznego w błędniku błoniastym pojawia się oczopląs z towarzyszącym zawrotem głowy. Wzrost ciśnienia w przewodzie słuchowym powoduje wystąpienie oczopląsu skierowanego w kierunku do ucha badanego, spadek ciśnienia wywołuje oczopląs skierowany w kierunku od ucha badanego. Objaw ten występuje, mimo braku przetoki, u około 35% osób z chorobą Ménière'a.